# والت كرولي
والت كرولي (بالإنجليزية: Walt Crowley)‏ هو مؤرخ أمريكي، ولد في 20 يونيو 1947 في فيرندال في الولايات المتحدة، وتوفي في 21 سبتمبر 2007 في سياتل في الولايات المتحدة.